# Maria Assumpta

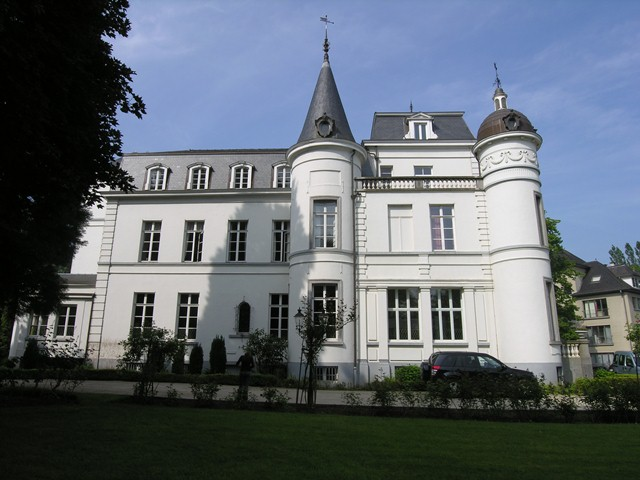
Maria Assumpta

Maria Assumpta is een voormalig kasteel in de Vlaams-Brabantse plaats Dilbeek, gelegen aan de Henri Moermanslaan 8, 8A-B.

## Geschiedenis
In de 14e eeuw was hier al een kasteel dat eigendom was van de adellijke familie van Dilbeek. Het werd gebouwd op het terrein van een oude kalkzandsteengroeve (Ledische steen), vandaar de naam Hof te Putte of Château de la Fosse. In de 17e eeuw werd het verwoest en daarna herbouwd. In 1835 kwam het aan Gaspard Moeremans en deze liet het in 1837 vervangen door een nieuw kasteel dat mogelijk werd ontworpen door Tilman François Suys.
In 1883 werd het kasteel vergroot waarbij ook de oostelijke ronde toren werd gebouwd. In 1946 werd een deel van het domein verkaveld voor villabouw. Het overige deel van het park, met het kasteel, werd in 1953 verkocht aan de Dames hospitalières du Foyer de Saint-Joseph en deze congregatie richtte er een bejaardentehuis in onder de naam Maria Assumpta. In 1964 werd de vleugel Fatima en in 1967 de vleugel Sint-Jozef gebouwd. Er kwam ook een kapel en daarnaast werd een Lourdesgrot opgericht.

## Gebouw
Het kasteel van 1837 is in eclectische stijl met neoclassicistische stijlelementen. Het heeft twee ronde hoektorens: een oostelijke en een noordelijke, welke laatste begin 20e eeuw werd toegevoegd.
Het restant van het park bevat nog enkele monumentale bomen.